# Perama parviflora
Perama parviflora là một loài thực vật có hoa trong họ Thiến thảo. Loài này được (Standl.) J.H.Kirkbr. & Steyerm. mô tả khoa học đầu tiên năm 1977.